# Mariusz Cendrowski
Mariusz Cendrowski (* 20. Oktober 1977 in Lublin) ist ein ehemaliger polnischer Profiboxer im Mittelgewicht.

## Amateurkarriere
Mariusz Cendrowski ist 1,78 m groß, Linksausleger und boxte als Amateur für den Sportverein Gwardia Wrocław in Breslau. Er wurde 1995 Polnischer Juniorenmeister im Halbweltergewicht, sowie 1996 Polnischer U20-Vizemeister und Polnischer Vizemeister im Halbweltergewicht. 1997 wurde er Polnischer U20-Meister und Polnischer Meister im Halbweltergewicht sowie 1998, 1999, 2000, 2001 und 2002 Polnischer Meister im Weltergewicht.
Er gewann 1999 das 21. Tammer Turnier in Finnland, wobei er sich im Halbweltergewicht gegen Renats Fahardintsew aus Litauen 4:0, Selim Paliani aus der Türkei 3:2, Albert Starikow aus Estland 7:3, Victor Puiu aus Rumänien 6:4 und Wjatscheslaw Sentschenko aus der Ukraine 5:0 durchsetzte. Zudem ist er im Weltergewicht, dreimaliger Gewinner (2001, 2002, 2003) des Feliks Stamm Turniers in Warschau. Er besiegte dabei Mohamed Hamid aus Ägypten, Fehmi Buzhala aus Deutschland, Colin McNeil aus Schottland, Wiktor Plotnikow aus der Ukraine, Vitalie Grușac aus Moldawien, Damian Jonak aus Polen, Georgios Bilis aus Griechenland, erneut Vitalie Grușac, Timur Gaidalow aus Russland und Xavier Noël aus Frankreich.
Weitere Erfolge bei internationalen Turnieren erzielte er mit einem zweiten Platz im Halbweltergewicht bei der Trofeo Italia 1997 in Italien (Siege gegen Ricardo da Silva aus Portugal und Romeo Brin von den Philippinen, Finalniederlage gegen den Italiener Christian Giantomassi) sowie zwei weiteren Silbermedaillen im Weltergewicht beim tschechischen Grand Prix Turnier in den Jahren 1998 und 2002. Zu den dabei besiegten Gegnern zählten Jiří Svačina aus Tschechien, Vitalie Grușac aus Moldawien und Patric Wehrle aus der Schweiz, in den Finalkämpfen unterlag er 1998 Danijar Munejtbasow aus Kasachstan und 2002 Yudel Johnson aus Kuba. Bei der EM-Qualifikation im April 2000 in Italien, besiegte er Emir Salčinović aus Bosnien, Radek Deskac aus Tschechien und den Slowenen Dejan Zavec.
Bei internationalen Großereignissen blieb er jedoch medaillenlos; so verlor er bei den 14. Junioren-Europameisterschaften im Juni 1995 in Siófok seinen zweiten Kampf gegen Pasquale Abis aus Italien, nachdem er zuvor den Schweden Daniel Güngör geschlagen hatte. Bei den 32. Europameisterschaften im Mai 1998 in Minsk, unterlag er dem Ukrainer Serhij Dsynsyruk. Im August 1999 nahm er an den 10. Weltmeisterschaften in Houston teil, wo er nach einem Sieg gegen Sami Sipilä aus Finnland, dem Franzosen Willy Blain unterlag.
Auch bei den 33. Europameisterschaften im Mai 2000 in Tampere, gewann er seinen ersten Kampf gegen den Niederländer Orhan Öztürk, musste sich jedoch anschließend dem Türken Nurhan Süleymanoğlu geschlagen geben. Im September 2000 vertrat er Polen bei den Olympischen Sommerspielen in Sydney, wo er jedoch bereits im ersten Duell gegen den Südkoreaner Sung-Bum Hwang verlor. Bei den 11. Weltmeisterschaften im Juni 2001 in Belfast gewann er gegen Spas Genow aus Bulgarien, musste jedoch anschließend gegen Vitalie Grușac, den er in vorherigen Begegnungen mehrfach geschlagen hatte, eine Niederlage hinnehmen. Im Juli 2002 startete er noch bei den 34. Europameisterschaften im russischen Perm, wo er Vilmos Balogh aus Ungarn bezwang, aber danach dem Deutschen Sebastian Zbik unterlag.

## Profikarriere
Seinen ersten Profikampf bestritt er am 28. Februar 2004 in Warschau gegen den Ungar Gyula Zabó und gewann durch t.K.o. in der zweiten Runde. Nach fünf weiteren K.-o.-Siegen wurde er am 29. April 2005 in Świebodzice durch einstimmigen Punktesieg gegen den Belgier Alexander Polizzi, TWBA-Champion im Halbmittelgewicht. Nach zwei folgenden Punktsiegen verteidigte er den Titel am 17. Dezember 2005 in Żyrardów einstimmig gegen den Russen Sapir Gimbatow.
Auch seine folgenden sechs Kämpfe konnte er gewinnen, darunter gegen den ungeschlagenen Belgier Jamel Bahki (11-0). Zwei der Kämpfe bestritt er in den Vereinigten Staaten. Am 9. Juni 2007 boxte er in Kattowitz ein Unentschieden gegen den Marokkaner Hicham Nafil.
Am 1. Juli 2008 boxte er in Campione d’Italia gegen Domenico Spada (26-1) um den Internationalen Meistertitel der WBC im Mittelgewicht, unterlag dabei jedoch über 12 Runden nach Punkten. Dafür wurde er jedoch am 26. Oktober 2008 durch K.-o.-Sieg gegen den Letten Deniss Aleksejews, Internationaler Baltischer Meister (BBU) im Halbmittelgewicht. Den Titel verlor er jedoch in seiner ersten Verteidigung am 24. April 2009 durch eine vorzeitige Niederlage an den Finnen Kai Kauramaki.
Im Oktober 2009 bestritt er einen Kampf gegen seinen polnischen Landsmann Damian Jonak (23-0); Dabei erlitt Cendrowski bereits in der fünften Runde eine Fraktur seiner Schlaghand, konnte sich jedoch über die Runden retten und ein Unentschieden erstreiten. Nach einem Punktesieg gegen den Deutschen Andreas Reimer, boxte er am 5. Juni 2010 in Neubrandenburg gegen den ungeschlagenen, dreifachen Deutschen Meister Thomas Troelenberg (21-0) und gewann einstimmig nach Punkten. Auch den Tschechen Bronislav Kubin (10-2) bezwang er im Juli 2010 einstimmig.
Am 30. Oktober 2010 kam es in Rostock zum Rückkampf mit Thomas Troelenberg. Cendrowski gewann dabei vorzeitig durch Aufgabe seines Gegners in der dritten Runde, nachdem Troelenbergs Unterkiefer durch einen rechten Haken zertrümmert wurde. Er musste anschließend im Unfallkrankenhaus Berlin behandelt werden und beendete seine Boxkarriere. Am 13. März 2011 verlor Cendrowski jedoch beim Kampf um den WM-Titel der IBO im Mittelgewicht nach Punkten gegen Awtandil Churtsidse (23-2) aus Georgien.
Nach einem Punktesieg gegen Anton Sjomkin (13-4) aus Estland, kämpfte er am 16. Juni 2012 erneut gegen Domenico Spada, diesmal um den WM-Titel in der Silberversion des WBC-Verbandes im Mittelgewicht. Dabei unterlag Cendrowski erneut nach Punkten. Am 22. September 2012 besiegte er den Deutschen Bernard Donfack einstimmig nach Punkten.

## Nach dem Boxen
Noch im Jahr 2012 beendete er seine Karriere und wurde Boxtrainer. Seit einem Autounfall im November 2016 ist er auf einen Rollstuhl angewiesen.